# Vincenzo (TV-serie)
Vincenzo (hangul: 빈센조; RR: Binsenjo) är en sydkoreansk TV-serie. Den sändes på tvN mellan den 20 februari och 2 maj 2021. Medverkande i serien är bland andra Song Joong-ki, Jeon Yeo-been, Ok Taec-yeon, Kim Yeo-jin och Kwak Dong-yeon.

## Handling
Vid åtta års ålder adopterades Park Joo-hyung av en italiensk familj och han växte därmed upp i Italien. Han ansluter sig i vuxen ålder till Cassano-maffian, som styrs av Don Fabio. Han döptes om till "Vincenzo Cassano" och utbildar sig till  advokat, han blir en ”mottagare” för maffian och Don Fabios consigliere. Efter att Fabios dödsfall försöker Paolo, Fabios biologiska son tillsammans med den nya ledaren för familjen att döda Vincenzo.
Vincenzo flyr sedan till Seoul där han ska återvinna 1,5 ton guld, som han erhöll genom att hjälpa en kinesisk magnat att gömma sig. Ett fastighetsbolag inom Babel Group har emellertid tagit ägandet av byggnaden, och Vincenzo måste använda sina färdigheter för att återta byggnaden och återställa hans förmögenheter.  [källa behövs]
Bland hyresgästerna på Geumga Plaza finns Jipuragi Law Firm som lyder under Hong Yoo-chan. Vincenzo finner att han har liknande intressen. Först kommer Vincenzo i konflikt med Hong Yoo-chans dotter Hong Cha-young, en advokat för ett rivaliserande företag. Efter Hong Yoo-chans död tar hon i praktiken över och går samman med Vincenzo och de andra hyresgästerna för att bekämpa Babel Group. 

## Rollista (i urval)
- Song Joong-ki som Vincenzo Cassano / Park Joo-hyung
- Jeon Yeo-been som Hong Cha-young
- Ok Taec-yeon som Jang Jun-woo / Jang Han-seok
- Kim Yeo-jin som Choi Myung-hee
- Kwak Dong-yeon som Jang Han-seo